# Erbprinz

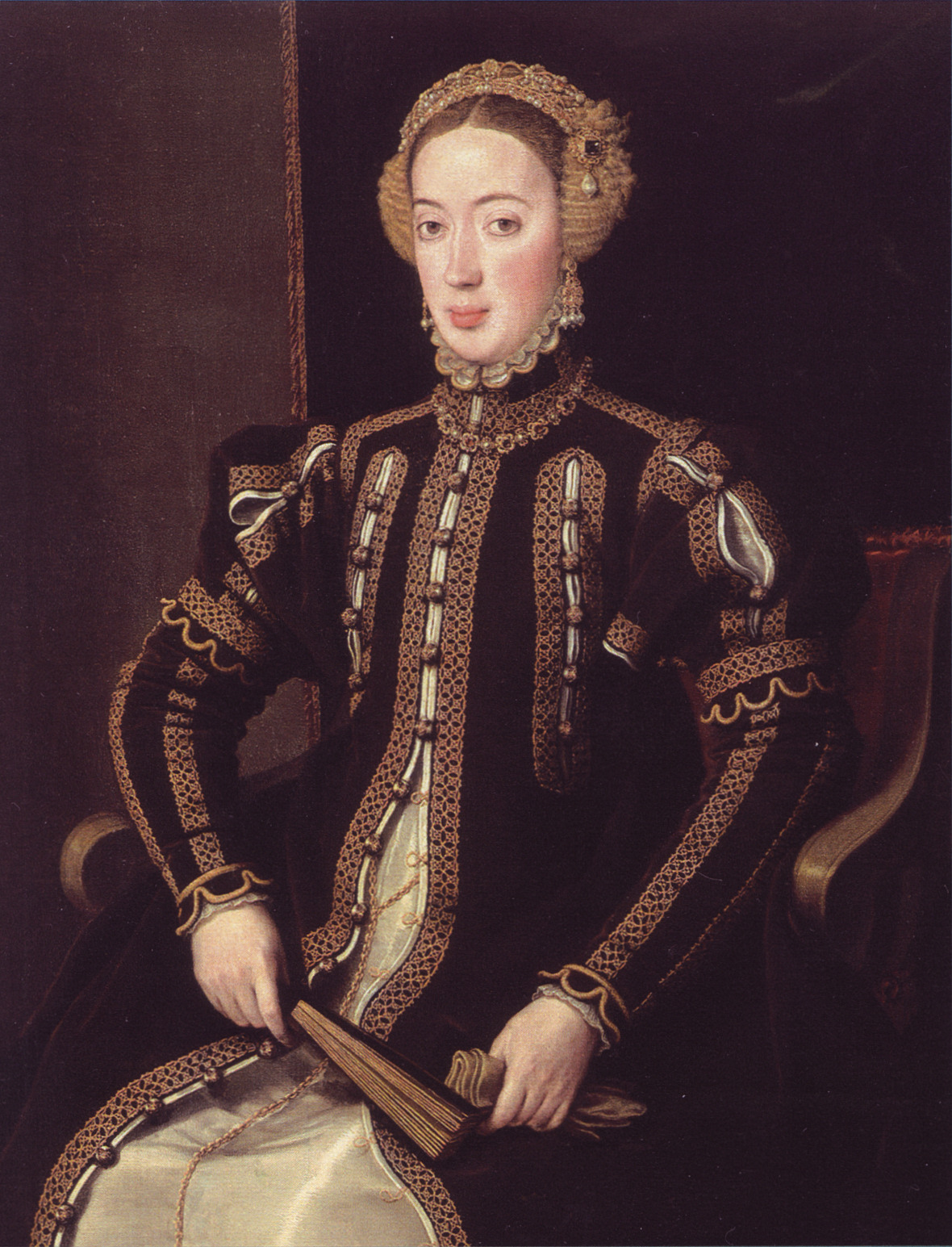
Maria Manuela von Portugal trug ab 1527 den Titel Erbprinzessin acht Jahre lang, bis ihr jüngerer Bruder zum Thronfolger bestimmt wurde

Der Titel Erbprinz oder Erbprinzessin bezeichnet in regierenden Fürstenfamilien dasjenige Kind, das für die Erb- und Rechtsnachfolge des oder der Regierenden vorgesehen ist (Präsumtion), während mögliche Geschwister unberücksichtigt bleiben. Bei der Heirat eines Erbprinzen erhält seine Ehefrau den Titel Erbprinzessin. In kaiser- und königlichen Herrscherfamilien werden hingegen vorgesehene Thronfolger als Kronprinzessin oder Kronprinz betitelt, sowie die Ehefrau eines Kronprinzen (nach demselben Schema) Kronprinzessin.

## Deutsche Geschichte
Der Adelstitel Erbprinz bezeichnete bis zur Abschaffung der Standesvorrechte des Adels und der Erstgeburtstitel (Primogeniturtitel) durch die Weimarer Reichsverfassung 1919 den im Erbgang eines souveränen oder standesherrlichen Fürstenhauses an erster Stelle stehenden Prinzen oder Agnaten, den (häufig nach dem alten fränkischen Recht Lex Salica in direkter patrilinearer Primogenitur stehenden) ältesten männlichen Verwandten, meist den erstgeborenen (oder ältesten) Sohn des Herrschers. Seit 1920 kann der adelige Erstgeburtstitel Erbprinz nicht mehr vererbt und nach dem geltenden Namens- und Personenstandsrecht auch in der Bundesrepublik Deutschland nicht mehr Bestandteil eines bürgerlich-rechtlichen Namens werden.
In Darstellungen über Nachkommen ehemaliger Adelsfamilien und in Veröffentlichungen der deutschen Adelsvereinigungen wird er im geschichtlich-genealogischen Sinne und aus familiärer Traditionspflege noch verwendet, hat aber weder namens- noch zivilrechtliche Bedeutung. Im Rahmen privater, so genannter hausrechtlicher Regelungen verwenden noch die ehemals souveränen (groß)herzoglichen Häuser Hessen, Baden und Anhalt sowie 55 ehemals souveräne oder mediatisierte „Fürstliche Häuser“ diesen Titel.
Der Erbprinz eines Kurfürstentums trug den besonderen Titel eines Kurprinzen. Der Adelstitel Erbprinz war bis zum Ende des kaiserlichen Ständestaates 1918 vor allem für die Thronfolger in Fürsten- und (Groß)Herzogtümern sowie in Mark- und Landgrafschaften gebräuchlich, um sie von den übrigen nachgeborenen Söhnen unterscheiden zu können, die oftmals wegen Belehnungen „zur gesamten Hand“ alle die gleichen Titel führten. Wurde der Fürstentitel nur als reiner Erstgeburtstitel oder als persönlicher Titel vergeben und durften die Nachkommen des Hauses keine fürstlichen Titel führen (sie blieben nur Grafen), wurde der älteste Sohn häufig als Erbgraf bezeichnet.

Erbprinzen
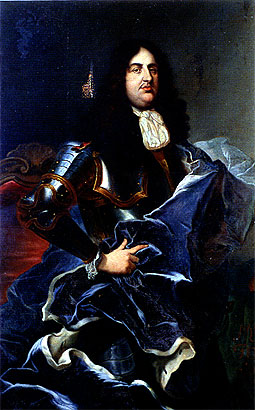
Ferdinand Maximilian von Baden-Baden (1625–1669)
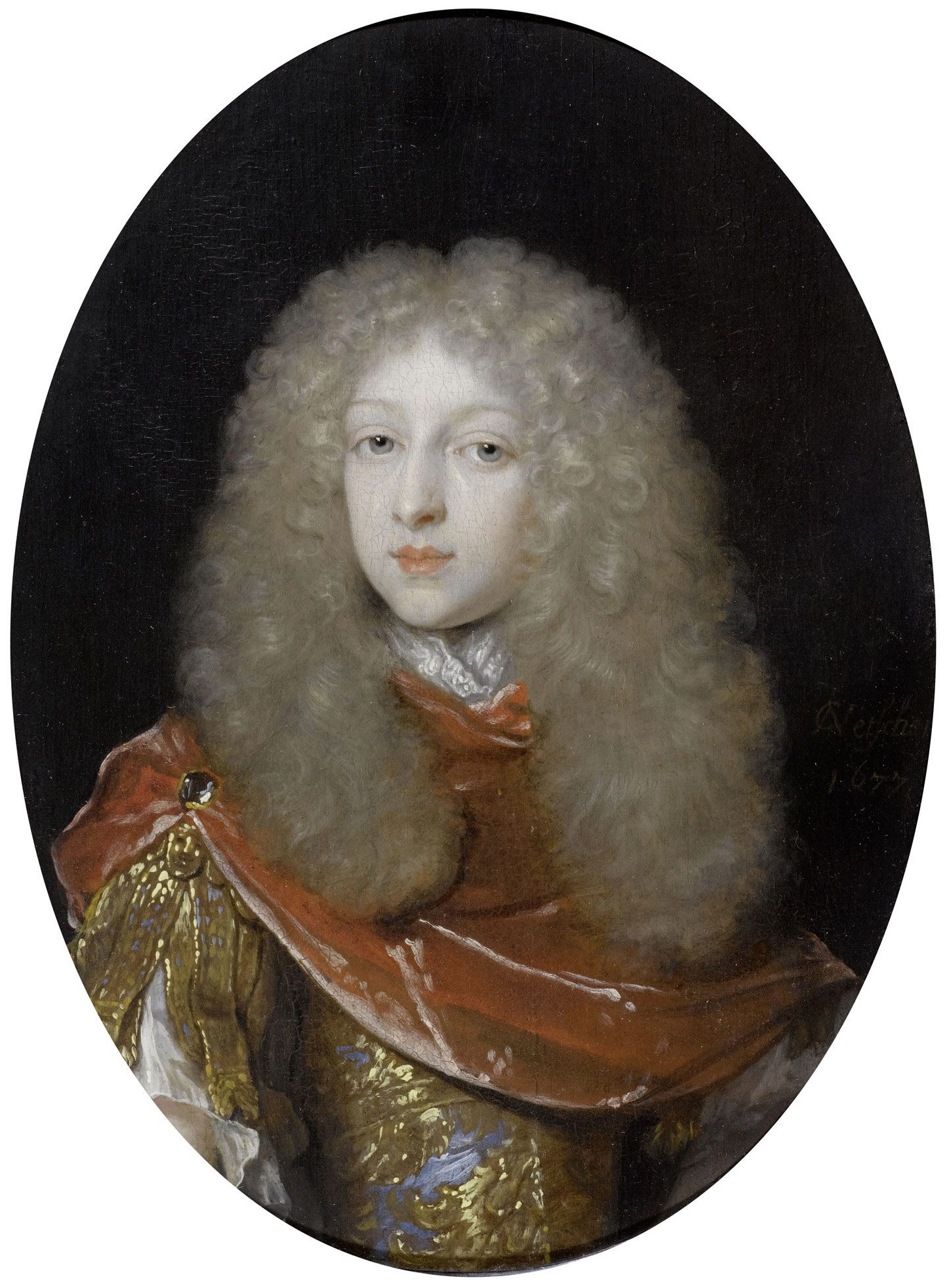
Friedrich August von Sachsen-Eisenach (1663–1684)
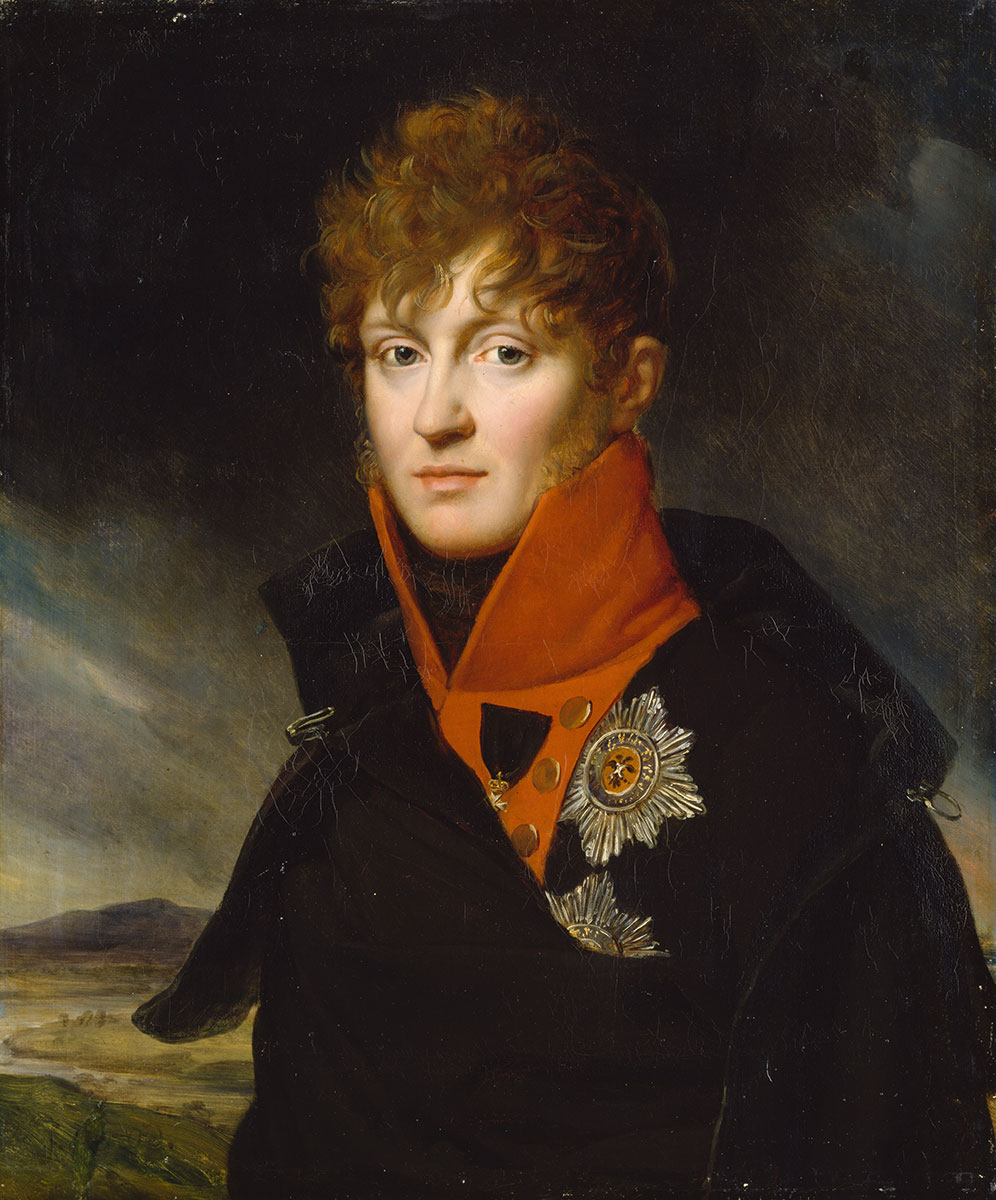
Friedrich Ludwig zu Mecklenburg (1778–1819)

## Andere Länder
Der Thronfolger des Fürstentums Liechtenstein, derzeit Alois von und zu Liechtenstein, führt heute noch den deutschen Titel Erbprinz, seine Frau Sophie von und zu Liechtenstein, Gräfin zu Rietberg den Titel Erbprinzessin.

## Erbherzog
Der Erbe eines (Groß-)Herzogs wird häufig auch als Erb(groß)herzog bezeichnet, um seine gehobene Stellung hervorzuheben. In Österreich führten alle Prinzen des kaiserlichen Hauses – ob an erster Stelle der Thron- und Erbfolge oder nicht – den Titel Erzherzog; der Rangerste wurde jedoch allgemein als Erzherzog-Thronfolger bezeichnet. Der Thronfolger des Großherzogtums Luxemburg trägt heute weltweit als einziger den Titel Erbgroßherzog.